# Łowicz

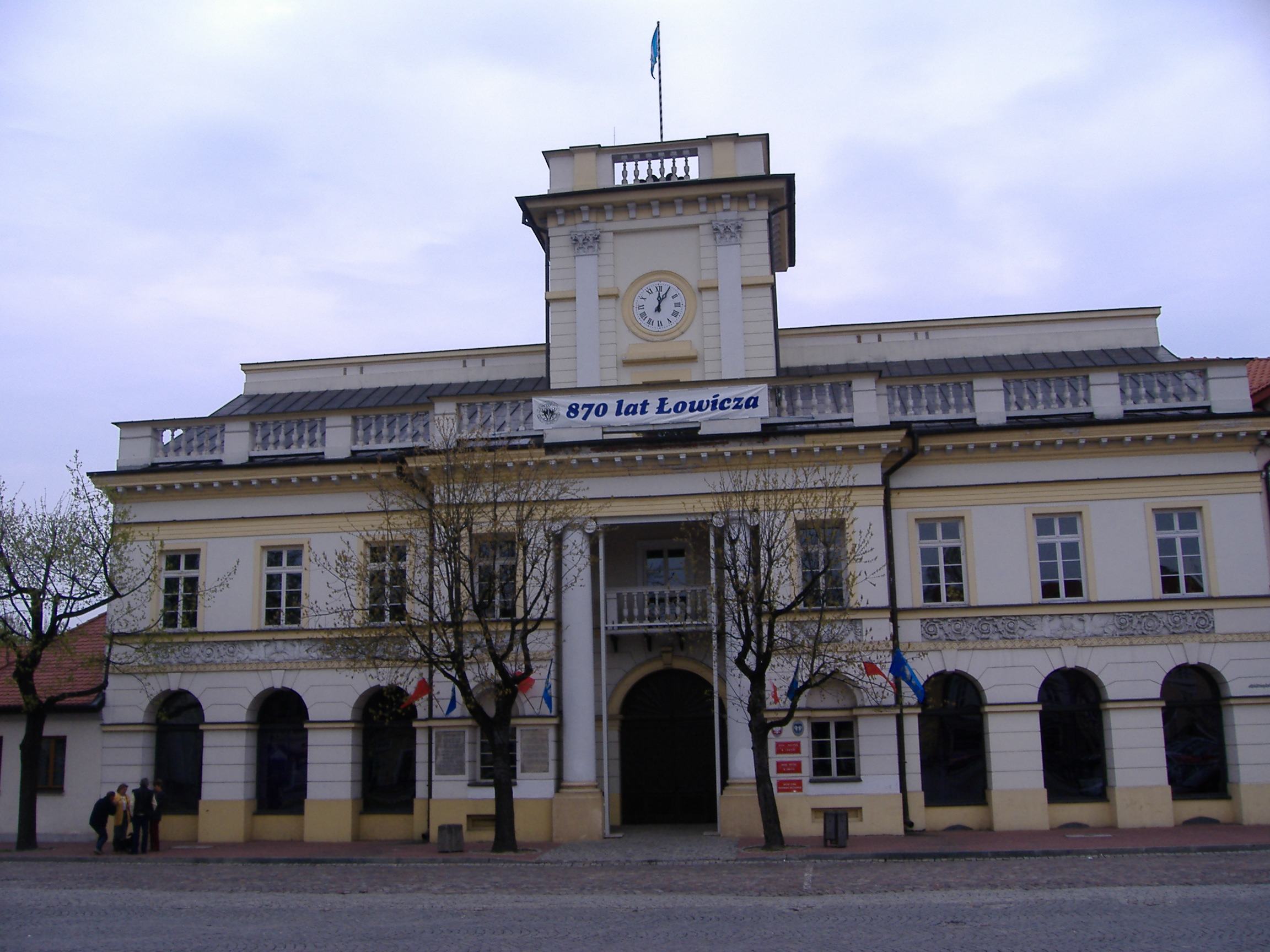
Rådhuset.

Łowicz [ˈwɔvʲit͡ʂ] är en stad i centrala Polen. Den ligger i den östra delen av Łódź vojvodskap. Staden hade 28 811 invånare (2016).